# 71538 Robertfried
71538 Robertfried è un asteroide della fascia principale. Scoperto nel 2000, presenta un'orbita caratterizzata da un semiasse maggiore pari a 2,5394614 UA e da un'eccentricità di 0,1294926, inclinata di 12,61209° rispetto all'eclittica.